# 1. FC Greiz
1. FC Greiz is een Duitse voetbalclub uit Greiz, Thüringen.

## Geschiedenis
Op 12 mei 1920 werd de voetbalafdeling van Greizer TS zelfstandig onder de naam 1. FC Greiz. De club was aangesloten bij de Midden-Duitse voetbalbond en promoveerde in 1925 naar de hoogste klasse van Osterland. Na twee seizoenen degradeerde de club weer. De afwezigheid werd tot één seizoen beperkt en na een middenmootplaats werd de club kampioen in 1929/30. Hierdoor plaatste de club zich voor de Midden-Duitse eindronde. De club verloor meteen met 2:7 van FC Preußen 1909 Langensalza. Het volgende seizoen werd de club nog vicekampioen achter FC Thüringen Weida, daarna zakte de club weg naar de middenmoot. In 1932 kreeg de club een nieuw stadion, de Tempelwaldsportplatz, dat op 28 augustus werd ingewijd met een galawedstrijd tegen topclub Wacker Leipzig. Greiz kon met 2:0 winnen.
In 1933 werd de competitie geherstructureerd. De Midden-Duitse bond werd ontbonden en de vele competities werden vervangen door de Gauliga Mitte en Gauliga Sachsen. De clubs uit Osterland werden te licht bevonden voor de Gauliga Mitte en slechts twee clubs plaatsten zich voor de Bezirksklasse Thüringen. Greiz bleef in de Osterlandse competitie spelen, die nu als Kreisklasse de derde klasse vormde. De club werd kampioen in 1940 en zou rechtstreeks promoveren naar de Bezirksklasse, maar verzaakte hieraan.
Na de Tweede Wereldoorlog werden alle Duitse clubs ontbonden. In Greiz werden enkele nieuwe verenigingen opgericht en in 1949 kwam BSG Vorwärts Greiz tot stand. De club veranderde enkele keren van naam en in 1959 fuseerden Chemie en Textil Greiz tot BSG Fortschritt Greiz. In de jaren zestig speelde de club voornamelijk in de derde klasse. Toen de DDR-Liga in 1971 werd uitgebreid naar vijf reeksen promoveerde de club naar de tweede klasse. Na één seizoen degradeerde de club echter weer. Tot 1986 speelde de club in de Bezirskliga Gera. In 1973 werd de naam gewijzigd in BSG Greika Greiz. In 1984 dook een tweede club uit Greiz op in de Bezirksliga, BSG Chemie Greiz. In 1988 fuseerden de clubs tot ISG Greiz.
Na de Duitse hereniging werd de naam FC Greiz aangenomen en op 30 september 1994 weer de volledige historische naam 1. FC Greiz. De club ging in de Landesliga Thüringen spelen, de vierde klasse, vanaf 1994 de vijfde klasse. In 1997 degradeerde de club naar de Landesklasse en in 2006 naar de Bezirksliga, de zevende klasse.

## Erelijst
Kampioen Osterland
1930